# 七都镇 (宁德市)
七都镇，是中华人民共和国福建省宁德市蕉城区下辖的一个乡镇级行政单位。

## 行政区划
七都镇下辖以下地区：
浦源社区、北山村、贝河村、大厅村、淡坪村、东岐村、官亭村、河乾村、黄连坑村、黄厝村、际头村、六都村、马坂村、牛埕村、三乐村、三屿村、外洋村、西林村、西陂村和小溪村。